# Leah Stokes
Leah C. Stokes es una politóloga y activista canadiense-estadounidense, experta en política medioambiental. Es profesora asociada de Ciencias Políticas en la Universidad de California, Santa Bárbara, e investiga la política energética y medioambiental en los Estados Unidos. Escribe regularmente sobre política energética y climática para diversos medios de comunicación.

## Biografía

### Educación
Stokes se licenció en psicología y estudios de Asia Oriental en la Universidad de Toronto, y cursó una maestría en Administración Pública en la Universidad de Columbia. Tras licenciarse, trabajó en Resources for the Future. Luego se vinculó profesionalmente con el Parlamento de Canadá, donde su función consistía en analizar las políticas de los diputados que trabajaban en la Comisión de Medio Ambiente y Desarrollo Sostenible y en la Comisión Permanente de Asuntos Indígenas y del Norte. En 2010 se trasladó al Instituto Tecnológico de Massachusetts, donde obtuvo un máster y un doctorado bajo la supervisión del docente Lawrence Susskind. En el MIT, Stokes creó un plan de estudios sobre política medioambiental, incluido El juego del mercurio, una negociación de tratados que ha sido utilizada por más de cien universidades de todo el mundo.

### Carrera
En 2015 se incorporó al cuerpo docente de la Universidad de California en Santa Bárbara. Su investigación se centra en la política energética y la política medioambiental en los Estados Unidos. Ha investigado la interacción entre la opinión pública y la elaboración de políticas sobre energías renovables, y cómo el diseño y la presentación de las Normas de Cartera de Renovables (RPS) cambia el apoyo público a una política concreta. También ha publicado investigaciones sobre la reacción contra los proyectos de energías renovables. Su trabajo más reciente examina el personal del Congreso de la República y su comprensión de la opinión pública.

## Publicaciones
- «The politics of renewable energy policies: The case of feed-in tariffs in Ontario, Canada». Energy Policy: 490-500. 2013.
- «Electoral backlash against climate policy: A natural experiment on retrospective voting and local resistance to public policy». American Journal of Political Science (4): 958-974. 2016.
- Short Circuiting Policy: Interest Groups and the Battle Over Clean Energy and Climate Policy in the American States. Oxford University Press. 2020.